# 森尼斯洛普 (加利福尼亞州)
薩尼斯洛普（英語：Sunnyslope）是位於美國加利福尼亞州河濱縣的一個人口普查指定地區。

## 地理
薩尼斯洛普的座標為34°01′14″N 117°25′24″W / 34.02056°N 117.42333°W，而該地最高點為海拔高度275米（即902英尺）。

## 人口
根據2010年美國人口普查的數據，薩尼斯洛普的面積為3.817平方千米，均為陸地。當地共有人口5153人，而人口密度為每平方千米1,350人。